# Пюэш, Жан
Жан Пюэш (фр. Jean Puech; род. 22 февраля 1942, Вивье, Аверон) — французский политический и государственный деятель, министр государственной службы (1995), министр сельского хозяйства (1993—1995).

## Биография
Родился 22 февраля 1942 года в Вивье, Аверон.
С 1976 по 2008 год Пюэш являлся председателем Совещательного собрания французского департамента Аверон, а с 28 сентября 1980 года представлял департамент в Сенате Франции. Помимо работы сенатором Пюэш в 1977—2001 годах был мэром города Риньяк.
29 марта 1993 года Жан Пюэш был назначен министром сельского хозяйства Франции в правительстве Балладюра. 17 мая 1995 года премьер-министром страны стал Ален Жюппе, а Пюэш стал министром государственной службы в его правительстве. Пюэш ушёл с этой должности 7 ноября того же года.
23 сентября 2008 года он прекратил работу в Сенате.